# New Jersey Nets 2007-2008
La stagione 2007-08 dei New Jersey Nets fu la 32ª nella NBA per la franchigia.
I New Jersey Nets arrivarono quarti nella Atlantic Division della Eastern Conference con un record di 34-48, non qualificandosi per i play-off.

## Roster
| N° | Naz.                   | Ruolo | Sportivo          | Anno | Alt. | Peso |
| -- | ---------------------- | ----- | ----------------- | ---- | ---- | ---- |
| 1  | Stati Uniti (bandiera) | G     | Marcus Williams   | 1985 | 191  | 93   |
| 2  | Stati Uniti (bandiera) | AC    | Josh Boone        | 1984 | 208  | 108  |
| 5  | Stati Uniti (bandiera) | G     | Jason Kidd        | 1973 | 193  | 93   |
| 6  | Stati Uniti (bandiera) | A     | Stromile Swift    | 1979 | 206  | 102  |
| 7  | Slovenia (bandiera)    | A     | Boštjan Nachbar   | 1980 | 206  | 100  |
| 8  | Stati Uniti (bandiera) | G     | Eddie Gill        | 1978 | 183  | 86   |
| 10 | Stati Uniti (bandiera) | G     | Darrell Armstrong | 1968 | 183  | 77   |
| 12 | Serbia (bandiera)      | C     | Nenad Krstić      | 1983 | 213  | 109  |
| 13 | Stati Uniti (bandiera) | G     | Maurice Ager      | 1984 | 196  | 92   |
| 14 | Senegal (bandiera)     | C     | DeSagana Diop     | 1982 | 213  | 136  |
| 15 | Stati Uniti (bandiera) | GA    | Vince Carter      | 1977 | 201  | 98   |
| 20 | Canada (bandiera)      | C     | Jamaal Magloire   | 1978 | 211  | 117  |
| 21 | Stati Uniti (bandiera) | A     | Antoine Wright    | 1984 | 201  | 95   |
| 22 | Stati Uniti (bandiera) | G     | Billy Thomas      | 1975 | 193  | 94   |
| 24 | Stati Uniti (bandiera) | A     | Richard Jefferson | 1980 | 201  | 101  |
| 30 | Stati Uniti (bandiera) | A     | Malik Allen       | 1978 | 208  | 116  |
| 34 | Stati Uniti (bandiera) | G     | Devin Harris      | 1983 | 191  | 84   |
| 35 | Stati Uniti (bandiera) | C     | Jason Collins     | 1978 | 213  | 116  |
| 44 | Stati Uniti (bandiera) | G     | Trenton Hassell   | 1979 | 196  | 91   |
| 51 | Stati Uniti (bandiera) | A     | Sean Williams     | 1986 | 208  | 107  |

## Staff tecnico
- Allenatore: Lawrence Frank
- Vice-allenatori: Brian Hill, Bill Cartwright, Tom Barrise, Pat Sullivan, Jim Sann
- Preparatore atletico: Tim Walsh